# Colonus puerperus
Thiodina puerpera е вид членестоного от семейство Скачащи паяци.

## Разпространение
Видът е разпространен в източната част на САЩ. Среща се от крайбрежието на Мексиканския залив от Флорида и Тексас на север до Канзас, Илиноис и Пенсилвания. Обикновено се среща в тревисти райони през по-топлите месеци на годината.

## Описание
Възрастните женски са с дължина на тялото 7 - 11 mm, а мъжките 5 - 7 mm.